# Simpang Kanan (Simpang Kanan)
Simpang Kanan is een bestuurslaag in het regentschap Rokan Hilir van de provincie Riau, Indonesië. Simpang Kanan telt 7100 inwoners (volkstelling 2010).